# Jaspreet Jasz
Jaspreet Jasz (cuyo nombre verdadero es Jaspreet Singh Kohli, nacido el 6 de febrero de 1985 en Nueva Delhi) es un cantante indio, cuyas canciones han sido interpretadas en películas cantados en Hindi y Telugu, así para jingles publicitarios. Ganó el reconocimiento a través de la música, tras interpretar para una serie de televisión.

## Primeros años
Jasz comenzó a cantar a la edad de cuatro años y llevaría a cabo sus funciones y competencias. Cuando era niño, el Riyaaz (un género musical cantado en urdo), fue practicando la guitarra y la armonía, mientras que otros de su edad podrían interpretar al aire libre. Durante su adolescencia ganó varios trofeos y premios para la realización de su banda de su escuela como vocalista.

## Carrera
Jasz se trasladó a Mumbai y pronto después asistió a la universidad, como resultado de la exposición que recibió en el "Indian Idol". Entró al mundo de la música de playback en 2006, para interpretar para una película de Bollywood, titulado "Dil Kabaddi". Él siguió con su primer proyecto a A.R. Rahman, con una canción principal de la película "Blue".
Jasz se introdujo a un público global con "nimma nimma" de Rahman, apareció en las islas de secuencia de la película "Wonder", dirigida por Danny Boyle en los Juegos Olímpicos de verano de 2012.
En 2013, Jasz era un cantante de playback en el Toofan del cine Telugu de la canción titulada "Mumbai Ke Hero".